# Laphria auribasis
Laphria auribasis är en tvåvingeart som beskrevs av Walker 1864. Laphria auribasis ingår i släktet Laphria och familjen rovflugor. Inga underarter finns listade i Catalogue of Life.